# Роберт Патнем
Роберт Девід Патнем (англ. Robert David Putnam; народився 9 січня 1941 року в Рочестері, штат Нью-Йорк, США) — американський політолог, професор Гарвардського університету. Відомий своїми дослідженнями суспільного капіталу.

## Наукові праці
- Творення демократії. Традиції громадської активності в сучасній Італії (Київ: Основи, 2001).
- Гра в кеглі наодинці: занепад соціального капіталу Америки (1995, 2000).